# بلن د باخیرا
بلن د باخیرا (انگلیسی: Belén de Bajirá) نام شهری در کشور کلمبیا است.